# Краківський гарнізон

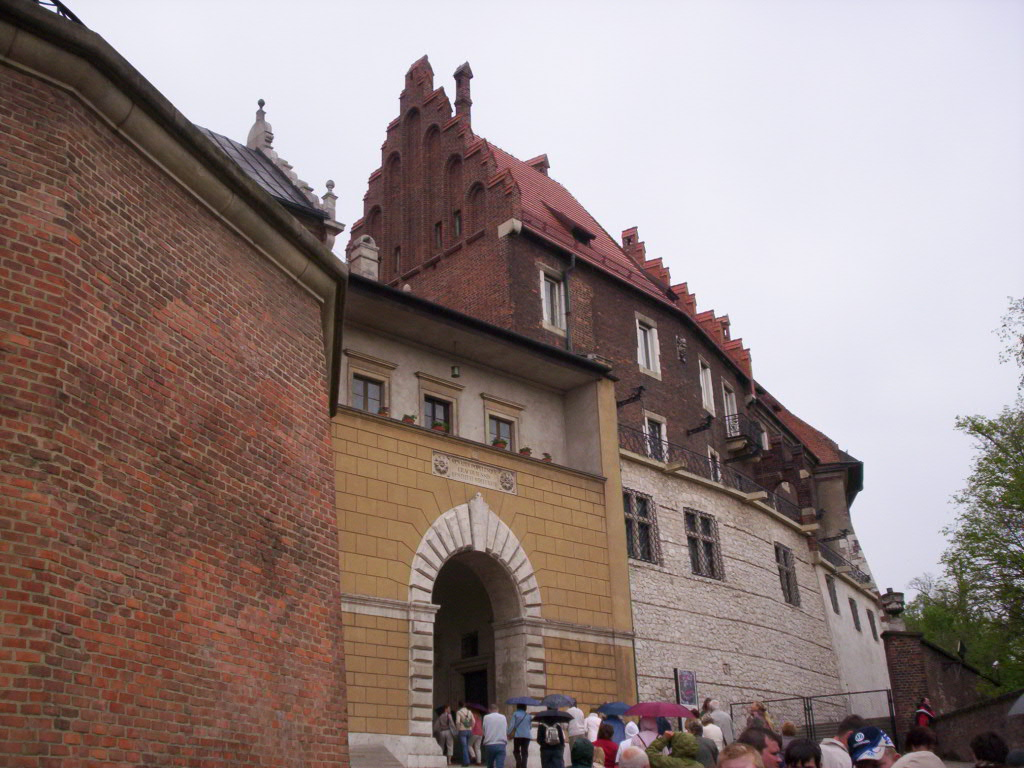
Оборонні мури Вавелю.

Краківський гарнізон (пол. Garnizon Kraków) — гарнізон у Кракові, де послідовно дислокувалися установи та військові підрозділи Збройних сил Австро–Угорщини, Війська Польського Другої Польської Республіки (1918–1939), Вермахту та Війська Польського.

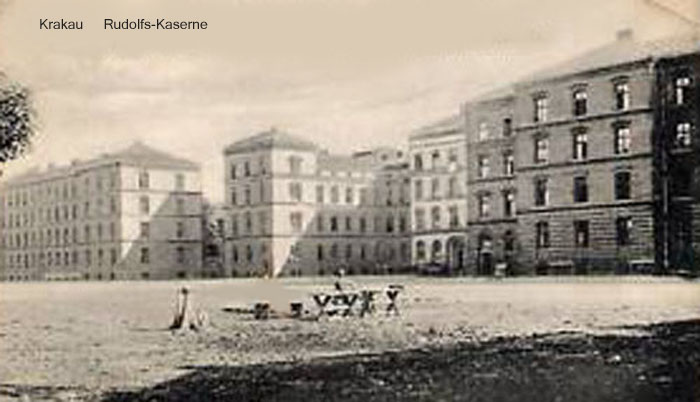
Казарми Рудольфа при вул. Варшавській.

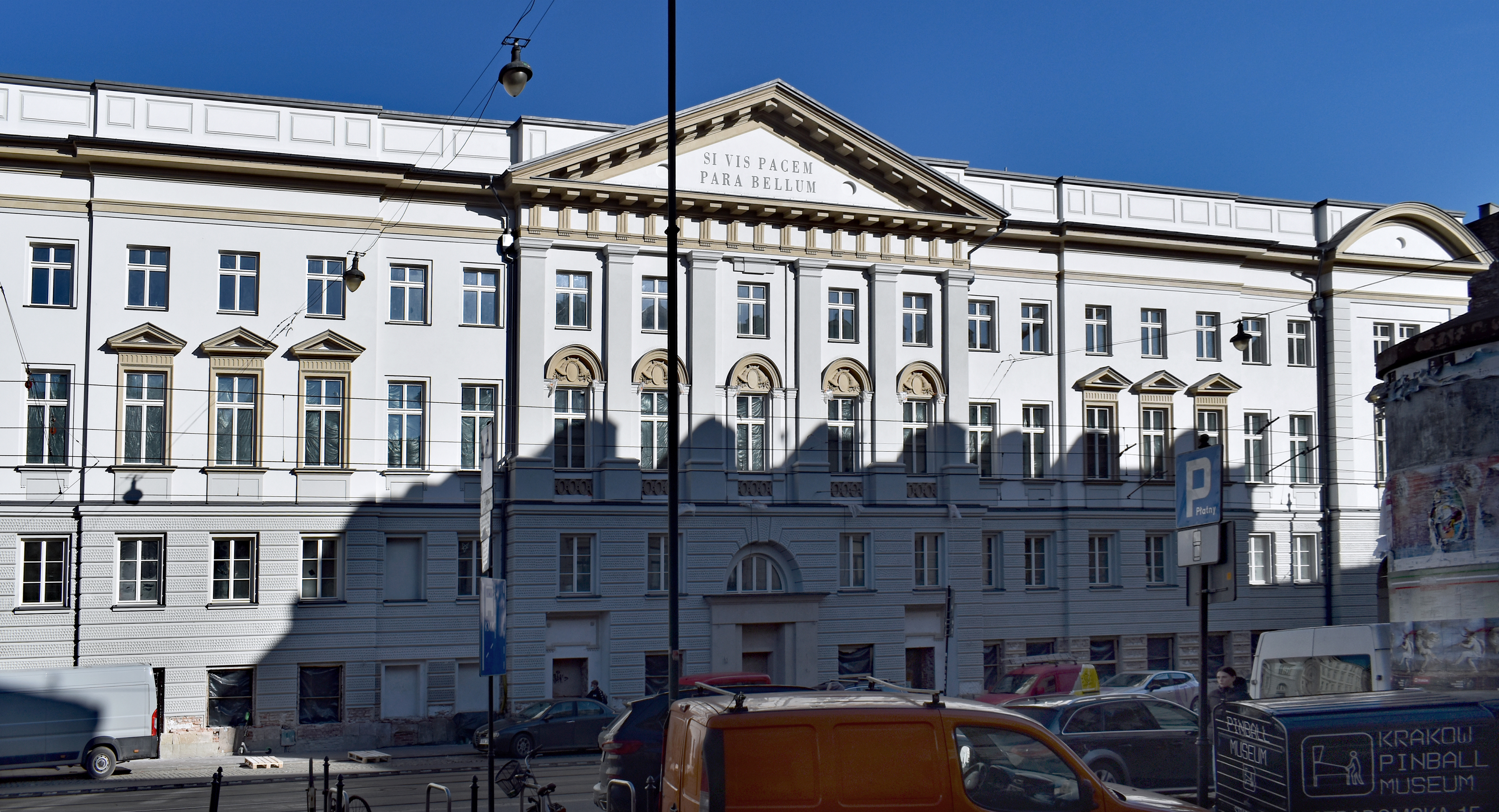
Будинок при вул. Стародомській, 12–14.

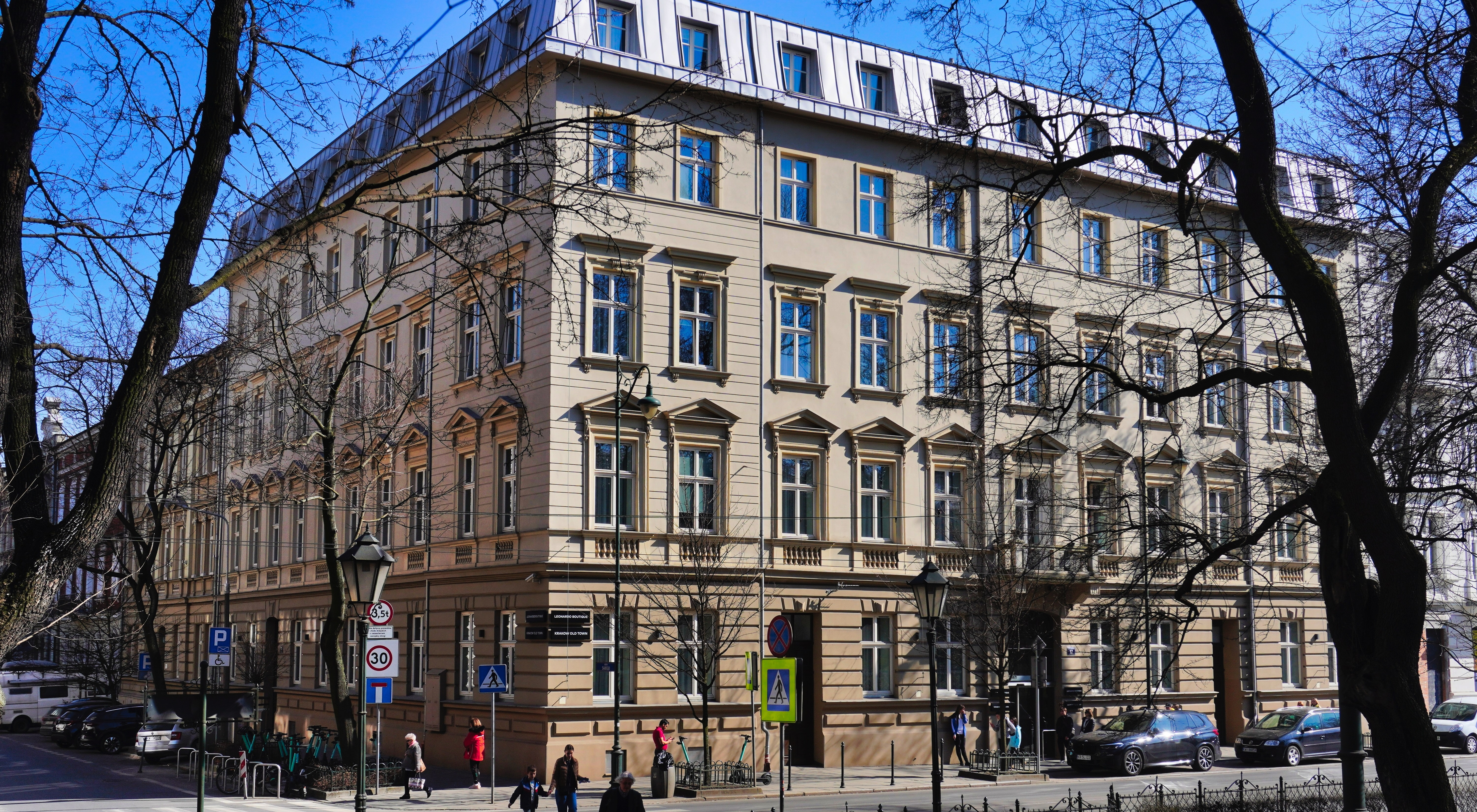
Будинок при вул. Гертруди, 12

Престижу місту надавало те, що тут знаходився великий військовий гарнізон. Протягом багатьох років там дислокувалися різні військові підрозділи.

## Австро-Угорщина
| Гарнізон Збройних сил Австро–Угорщини             | Гарнізон Збройних сил Австро–Угорщини     |
| ------------------------------------------------- | ----------------------------------------- |
| Штаб 1–го армійського корпусу                     | вул. Страдомська, 14                      |
| Командування Краківської фортеці                  | пл. Св. Марії Магдалини, 2                |
| Штаб 12–ї піхотної бригади                        | вул. Св. Гертруди, 12                     |
| Штаб 23–ї піхотної бригади                        | вул. Св. Гертруди, 12                     |
| Штаб 24–ї піхотної бригади                        | вул. Св. Гертруди, 12                     |
| Штаб 7–ї кавалерійської дивізії                   | вул. Св. Гертруди, 12                     |
| Штаб 20–ї кавалерійської бригади                  | вул. Св. Гертруди, 12                     |
| Штаб 1–ї бригади польової артилерії               | вул. Св. Гертруди, 12                     |
| 3–й уланський полк                                | вул. Св. Гертруди, 12                     |
| 10-й драгунський полк                             | вул. Св. Гертруди, 12                     |
| Штаб 46–ї дивізії ландверу                        | вул. Павія, 3                             |
| Штаб 91–ї бригади ландверу                        | вул. Павія, 3                             |
| 16–й полк ландверу                                | Казарми ландверу в Кроводжі               |
| 1–й полк польових гармат                          | Артилерійські казарми Лобзов              |
| 3–й полк польових гармат                          | Артилерійські казарми Дабьє               |
| 1–й полк польових гаубиць                         | вул. Раковицька                           |
| 1–й кінно–артилерійський дивізіон                 |                                           |
| 1–й залізничний дивізіон                          |                                           |
| Резерв 1–го уланського полку                      | Кавалерійські казарми Раковіце            |
| Резерв роти 13–го польового єгерського батальйону | Казарми Франца Йосифа на вул. Райській, 1 |

## Друга Польська Республіка

### Казарми
18 листопада 1918 року генерал Болеслав Роя дав нові назви краківським казармам:
- Казарми Франца Йосифа на вул. Райській – казарми Костюшка;
- Казарми Рудольфа на вул. Варшавській – казарми Яна Собеського;
- Казарми трубачів на вул. Гродзькій – казарми Легіонів;
- Казарми ландверу на вул. Семирадського – казарми Юзефа Пілсудського;
- Казарми ландверу в Кроводжі – казарми гетьмана Чарнецького;
- Казарми депо на вул. Звежинецькій – казарми Бартоша Ґловацького;
- Салінські казарми – казарми Яна Кілінського;
- Піонерські казарми на вул. Монтелюпіч – казарми Стефана Баторія;
- Піонерські Цугс казарми на вул. Заблоцьє – казарми Казимира Пуласького;
- Кавалерійські казарми Раковіце – казарми Юзефа Понятовського;
- Артилерійські казарми Баона на вул. Монтелюпіч – казарми гетьмана Жолкевського;
- Артилерійські казарми на вул. Раковицькій – казарми генерала Бема;
- Артилерійські казарми Дабьє – казарми Болеслава Великого;
- Артилерійські казарми Лобзов – казарми Казимира Великого;
- Артилерійські казарми Подгорьє – Ягеллонські казарми;
- Артилерійські казарми Подгорьє – Владислава Варненчука;
- Артилерійські казарми Цугс депо – Грюнвальдські казарми;
- Артилерійські казарми Звєржинець – казарми Генрика Домбровського.

### Вищі команди
- Польський військовий штаб у Кракові (1 листопада – грудень 1918);
- Командування генерального округу «Краків» (1918–1921);
- Командування округу корпусу №5 (1921–1939).

### Підрозділи
- 6–та піхотна дивізія;
- 20–й полк піхоти Краківської землі;
- Командування 5–ї кавалерійської бригади (1921–1924);
- Командування 5–ї окремої кавалерійської бригади (1924–1937);
- Командування Краківської кавалерійської бригади (1937–1939);
- 8–й уланський полк князя Юзефа Понятовського;[1]
- 5–й піонерний загін;
- 5–та артилерійська група;
- 6–й легкий артилерійський полк;
- 5–й важкий артилерійський полк;
- 5–та зенітно-артилерійська ескадрилья;
- 5–й панцерний батальйон;
- 2–й дивізіон бронепоїздів;
- 2–й авіаційний полк;
- 3–тя група повітроплавання;
- 4–та саперна бригада;
- 5–й саперний батальйон;
- 1–й залізничний мостовий батальйон;
- Командування 2–ї групи зв'язку (1931–1933);
- 5–й телеграфний батальйон (1930–1939);
- Радіотелеграфна станція «Краків» у Кракові → 3–й радіотелеграфний взвод у Кшеславіце → Радіотелеграфна станція № 3 у Кшешовіце;
- Штат шкільної роти 2–го радіотелеграфного батальйону в Кракові → Штат 2–ї радіошкільної роти;
- Телеграфна рота 6–го ІД → рота зв'язку 6–го ІД;
- 5–й жандармський дивізіон;
- Військовий окружний суд №5;
- Військова прокуратура округу №5;
- Військово-окружний суд у Кракові;
- Військово-слідча тюрма №5;
- Командування озброєнь у Кракові;
- Управління Центрального збройного заводу в Кракові;
- Центральний склад зброї №2;
- Центральний склад амуніції №4;
- Арсенал №4;
- Штат арсеналу №4;
- 5–й округ озброєння;
- Обласне управління озброєння округу №5;
- Склад допоміжного озброєння №5;
- 5–й склад зброї в Кракові;
- Відділення 5–го складу озброєння в Клаю;
- 5–й окружний шпиталь;
- 5–й санітарний батальйон;
- Інтендантське речове сховище №5.

## Гарнізон Війська Польського після 1945
- Командування спеціальних військ;
- Військова частина Ніла;
- Командування військового округу №5 (1945–1954);
- Командування та штаб Краківського військового округу (1992–1999);
- Командування повітряного механізованого корпусу (1999–2001);
- 2–й механізований корпус;
- 2–й центр координації повітряних операцій;
- Командування і штаб 6–ї Поморської піхотної дивізії (до 23 червня 1957, 1986);
  - 10–й повітряно-десантний батальйон;
  - 16–й повітряно-десантний батальйон;
  - 6–й навчальний повітряно-десантний батальйон;
- 6–та поморська повітряно-десантна бригада (1986–1992);
- 6–та десантно-штурмова бригада (1992 по 2009 рік
- 6–та повітряно-десантна бригада (від 2009).